# Viviana Beccalossi
Viviana Beccalossi (Desenzano del Garda, 10 settembre 1971) è una politica italiana.
È stata vicepresidente della Regione Lombardia dal 18 maggio 2000 all'8 luglio 2008, assessore al Territorio, Urbanistica e Difesa del suolo della Regione Lombardia e infine deputata alla Camera per la XIV e XVI legislatura, ricoprendo vari incarichi parlamentari.

## Biografia
Diplomata al liceo linguistico, aderisce al Movimento Sociale Italiano per il quale è stata consigliere circoscrizionale di Brescia dal 1989 al 1991. Dal 1991 al 2001 viene eletta consigliere comunale a Brescia, dove ha fatto parte delle Commissioni Assistenza e Sanità, Commercio e Vigilanza, Urbanistica e Patrimonio.
Candidata della coalizione di centrodestra come sindaco di Brescia nel 1994 e nel 2003 (fu sconfitta in entrambe le occasioni), nel 1995 divenne consigliere regionale in Lombardia diventando fino al 2000 vicepresidente del Consiglio regionale lombardo e nel 1996 divenne membro dell'Assemblea nazionale di Alleanza Nazionale, nato dalle ceneri dell'MSI.
Il 16 aprile 2000 venne rieletta consigliere regionale per la provincia di Brescia, mentre nel 2001 occupò un seggio alla Camera dei deputati, dove però si dimise l'11 luglio lasciando subentrare Daniela Santanchè: continuò a ricoprire l'incarico di vicepresidente e assessore all'agricoltura nella giunta guidata da Roberto Formigoni.
Dal 2008 al 2013 è deputata alla Camera per Il Popolo della Libertà.
Il 20 dicembre 2012 abbandona il PdL e aderisce a Fratelli d'Italia - Centrodestra Nazionale. Candidata alla Camera alle politiche del febbraio 2013 nel collegio Lombardia 2, non è eletta.
Ricopre dal 2013 al 2018 la carica di assessore al Territorio, Urbanistica e Difesa del suolo della regione Lombardia.
Candidata nel 2018, sempre con Fratelli d'Italia, alle regionali in Lombardia, in provincia di Brescia, è rieletta con 3894 preferenze. È candidata anche alla Camera dei Deputati, ma non viene eletta.
Il 23 marzo 2018 lascia Fratelli d'Italia, in polemica con la linea politica, poiché il partito è contrario all'autonomia rafforzata di alcune regioni del Nord. In aprile 2018 diventa presidente del gruppo misto alla Regione Lombardia.
Nel 2020 lancia l'associazione di destra "Rifare l'Italia".
In vista della nascita del governo Draghi, lancia un appello a Fratelli d'Italia di Giorgia Meloni per cambiare idea e appoggiare l'esecutivo, assieme ad altri 23 ex-esponenti di Alleanza Nazionale.
Al termine del mandato da consigliera non si ricandida ma annuncia il suo supporto ad Attilio Fontana.